# 波列奇耶-雷布诺耶
波列奇耶-雷布诺耶（羅馬化：Porechʹye-Rybnoye）是俄罗斯雅罗斯拉夫尔州的市级镇，为该州罗斯托夫区四座市级镇中规模最小的一座。地处雅罗斯拉夫尔州东南部，位于涅罗湖南岸不远处，在区行政中心罗斯托夫南、州府雅罗斯拉夫尔西南方。距离最近的火车站是西侧约5公里处的杰博洛夫斯科耶站。
连接首都莫斯科与北部港市阿尔汉格尔斯克的M8公路（霍尔莫戈雷公路）从该镇以西约4公里处经过。
该地2022年人口有1,515人；2010年人口1,727；2002年人口1,875；1989年人口2,505。